# Rockne

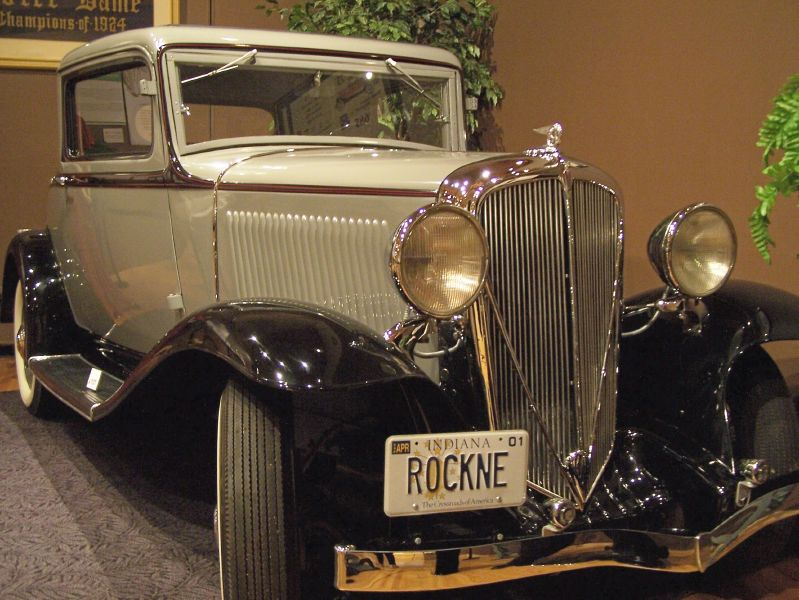
Rockne 1932

Rockne var ett amerikanskt bilmärke som tillverkades i Detroit, Michigan av Studebaker Corp mellan 1932 och 1933.

## Historik
Rockne var ett nytt försök från Studebaker att erbjuda kunderna ett mindre och billigare alternativ, sedan man misslyckats med Erskine. Namnet kommer från fotbollstränaren Knute Rockne. Rockne erbjöds med sexcylindrig motor i två olika storlekar, men tillverkningen upphörde sedan Studebaker drabbats av akuta ekonomiska problem och ställts under tvångsförvaltning 1933.